# Antenna House PDF Viewer SDK
Antenna House PDF Viewer SDKはアンテナハウスが開発・販売する、Portable Document Format(PDF)ファイル表示用ソフトウェアである。エンドユーザ向けではなく、プロのプログラマ向けの開発キットである。
PDFの表示用ソフトウェアとしては無償で入手できるAdobe Readerがある。しかし、Adobe Readerは様々な使用上の制限事項があるため、ソフトウェア開発者がPDF表示機能を、自分のアプリケーションに組み込むために使用できないことが多い。
Antenna House PDF Viewer SDKは、アプリケーションにPDF表示機能を組み込むことを希望するソフトウェア開発者向けに提供しているものである。アンテナハウスのPDF関連ソフトウェア製品に組み込まれている他、ソフトウェア・メーカに対してOEM方式で提供されている。